# Парк Героїв Небесної Сотні (Чортків)
Парк Героїв Небесної Сотні — громадський парк у місті Чорткові. Розташований між вулицями Князя Володимира Великого, 1 та Ягільницькою. 

## Відомості
Відкритий 11 липня 2018 року з нагоди Дня міста.
Представники духовенства, влади, громадськості разом висаджували зелені саджанці дерев.
|                            | Два роки тому на сесії міської ради проголосували за створення парку Небесної Сотні. Ми, як учасники Майдану, звісно, підтримали таку патріотичну ініціативу. Оскільки у центрі Чорткова є паркова зона, вирішили облаштувати парк Небесної сотні у найбільш густонаселеному мікрорайоні. До Дня міста посадили перші декоративні дерева», |
| — Олександр Хотюк, Свобода | |

Наразі на 2 га росте понад 100 дерев.